# Мамон
Мамон (рос. Мамон) — присілок у Здвінському районі Новосибірської області Російської Федерації.
Входить до складу муніципального утворення Новоросійська сільрада. Населення становить 108 осіб (2010).

## Історія
Згідно із законом від 2 червня 2004 року органом місцевого самоврядування є Новоросійська сільрада.

## Населення
| 2002 | 2007 | 2010 |
| ---- | ---- | ---- |
| 182  | ↘136 | ↘108 |